# Yassin Ayoub
Yassin Ayoub (Al Hoceima, 6 maart 1994) is een Marokkaans-Nederlands voetballer die doorgaans als middenvelder speelt en is momenteel clubloos.

## Clubcarrière
Op vijfjarige leeftijd kwam hij met zijn familie vanuit Marokko naar Amsterdam. Hij begon met voetballen bij de Amsterdamse amateurclub ASV De Dijk en ging al snel over naar de jeugd van HFC Haarlem.

### FC Utrecht
Ayoub speelde tot 2008 voor Ajax waar hij vanwege een vechtpartij in de kleedkamer weggestuurd werd bij de C1 en maakte toen de overstap naar FC Utrecht. In 2011 kreeg hij van de gemeente Utrecht de sportprijs als talent van het jaar. In 2012 tekende hij een contract tot medio 2016. Op 27 januari 2013 debuteerde hij in het eerste elftal in een thuiswedstrijd tegen Willem II door de geblesseerde Adam Sarota te vervangen. In het seizoen 2013/14 speelde Ayoub in negenentwintig wedstrijden, waarvan zesentwintig in de competitie. Zijn basisdebuut maakte hij tegen FC Twente. Zijn eerste doelpunt maakte hij tegen NAC Breda op 19 oktober 2013. Ayoub scoorde het eerste doelpunt in de met 4–2 gewonnen wedstrijd. In de wedstrijd tegen FC Twente in september 2014 scoorde hij het enige doelpunt aan de kant van de Domstedelingen. Later kreeg hij twee gele kaarten, waardoor hij geschorst was voor de wedstrijd tegen Go Ahead Eagles.
In het seizoen 2016/17 miste Ayoub slechts twee wedstrijden, beide in het kader van de Eredivisie. In de andere veertig wedstrijden maakte hij vijf doelpunten. In het seizoen 2017/18 maakte Yassin Ayoub zijn Europese debuut. In de tweede kwalificatieronde van de UEFA Europa League speelde hij tegen Valletta FC. Ondanks het feit dat er niet gescoord werd, haalde FC Utrecht de play-offs, waar het na verlenging uitgeschakeld werd door Zenit Sint-Petersburg. In de eredivisie haalde de club de vijfde plaats, het aandeel van Ayoub aan dit resultaat was zeven doelpunten en zeven assists.

### Feyenoord
In de zomer van 2018 maakte hij de overstap naar Feyenoord, waar hij een vierjarig contract ondertekende. Op zondag 19 augustus 2018 maakte hij hier zijn officiële debuut door in de zeventigste minuut van de thuiswedstrijd tegen Excelsior in het veld te komen voor Jordy Clasie. Zijn eerste doelpunt voor de Rotterdamse club maakte hij op 26 augustus tegen sc Heerenveen. Nadat sc Heerenveen van een 4–0 achterstand terug was gekomen tot 4–3, maakte hij het beslissende doelpunt. In de 6–2 overwinning tegen de rivaal Ajax scoorde Ayoub opnieuw het laatste doelpunt. Zijn basisdebuut had hij op dat moment al gemaakt, in de wedstrijd voor de KNVB beker tegen VV Gemert. In zijn eerste seizoen bij Feyenoord kwam hij tot zestien invalbeurten, maar nooit tot een basisplaats.

### Panathinaikos
Door gebrek aan speeltijd vertrok Ayoub in januari 2020 transfervrij naar het Griekse Panathinaikos dat uitkomt in de Super League. Hij tekende een contract tot medio 2023. Ook bij Panathinaikos kwam hij niet veel aan spelen toe en begin 2022 kwam hij in het tweede team dat uitkomt in de Super League 2 te spelen. Ayoub won bij deze club wel de Griekse beker.
Eind juni 2022 kreeg Ayoub van Panathinaikos de mogelijkheid om bij Fortuna Sittard een terugkeer naar Nederland te bewerkstelligen, dit ondanks het doorlopende contract tot de zomer van 2023. Ayoub trainde daardoor een korte periode mee met de club uit Sittard.

### Excelsior
Op 22 juli 2022 tekende Ayoub een tweejarig contract bij Excelsior, dat hem transfervrij overnam nadat het contract bij Panathinaikos werd ontbonden. In zijn eerste seizoen kwam hij tot vijftien wedstrijden. Aan het einde van het seizoen 2022/23 werd hij uit de selectie gezet en in het seizoen 2023/24 maakte hij ook geen deel uit van de selectie.

## Clubstatistieken
In dit overzicht zijn uitsluitend de statistieken rondom de eerste elftallen van de voetbalclubs opgenomen.
| Seizoen                      | Club            | Competitie      | Competitie | Competitie | Beker | Beker | Europa | Europa | Overig | Overig | Totaal | Totaal |
| Seizoen                      | Club            | Competitie      | Wed.       | Dlp.       | Wed.  | Dlp.  | Wed.   | Dlp.   | Wed.   | Dlp.   | Wed.   | Dlp.   |
| ---------------------------- | --------------- | --------------- | ---------- | ---------- | ----- | ----- | ------ | ------ | ------ | ------ | ------ | ------ |
| 2012/13                      | FC Utrecht      | Eredivisie      | 2          | 0          | 0     | 0     | —      | —      | 1      | 0      | 3      | 0      |
| 2013/14                      | FC Utrecht      | Eredivisie      | 26         | 3          | 3     | 0     | 0      | 0      | 0      | 0      | 29     | 3      |
| 2014/15                      | FC Utrecht      | Eredivisie      | 31         | 5          | 1     | 0     | —      | —      | 0      | 0      | 32     | 5      |
| 2015/16                      | FC Utrecht      | Eredivisie      | 24         | 1          | 3     | 1     | —      | —      | 0      | 0      | 27     | 2      |
| 2016/17                      | FC Utrecht      | Eredivisie      | 32         | 4          | 4     | 0     | —      | —      | 4      | 1      | 40     | 5      |
| 2017/18                      | FC Utrecht      | Eredivisie      | 31         | 6          | 2     | 1     | 5      | 0      | 3      | 0      | 41     | 7      |
| Club totaal                  | Club totaal     | Club totaal     | 146        | 19         | 13    | 2     | 5      | 0      | 8      | 1      | 172    | 22     |
| 2018/19                      | Feyenoord       | Eredivisie      | 16         | 2          | 2     | 0     | 0      | 0      | 0      | 0      | 18     | 2      |
| 2019/20                      | Feyenoord       | Eredivisie      | 3          | 0          | 0     | 0     | 2      | 0      | 0      | 0      | 5      | 0      |
| Club totaal                  | Club totaal     | Club totaal     | 19         | 2          | 2     | 0     | 2      | 0      | 0      | 0      | 23     | 2      |
| 2019/20                      | Panathinaikos   | Super League    | 1          | 0          | 1     | 0     | —      | —      | 5      | 0      | 7      | 0      |
| 2020/21                      | Panathinaikos   | Super League    | 7          | 0          | 0     | 0     | —      | —      | 2      | 0      | 9      | 0      |
| 2021/22                      | Panathinaikos   | Super League    | 1          | 0          | 1     | 0     | —      | —      | 0      | 0      | 2      | 0      |
| Club totaal                  | Club totaal     | Club totaal     | 9          | 0          | 2     | 0     | 0      | 0      | 7      | 0      | 18     | 0      |
| 2022/23                      | Excelsior       | Eredivisie      | 11         | 0          | 0     | 0     | —      | —      | —      | —      | 11     | 0      |
| Carrière totaal              | Carrière totaal | Carrière totaal | 185        | 21         | 17    | 2     | 7      | 0      | 15     | 1      | 223    | 24     |
| Bijgewerkt op 3 januari 2023 |                 |                 |            |            |       |       |        |        |        |        |        |        |

## Interlandcarrière
Ayoub was Nederlands jeugdinternational en won met Nederland onder 17 in 2011 het Europees kampioenschap onder 17. Dat jaar kon hij vanwege een hartafwijking een tijd niet spelen.
In mei 2017 werd Ayoub door bondscoach Hervé Renard opgeroepen voor Marokko. Op 31 mei 2017 werd een oefeninterland gespeeld tegen Oranje, maar Ayoub kreeg geen speelminuten.

## Erelijst
| Johan Cruijff Schaal | 1x | 2018 |

| Competitie         | Winnaar            | Winnaar            | Runner-up          | Runner-up          | Derde              | Derde              |
| Competitie         | Aantal             | Jaren              | Aantal             | Jaren              | Aantal             | Jaren              |
| Nederland onder 17 | Nederland onder 17 | Nederland onder 17 | Nederland onder 17 | Nederland onder 17 | Nederland onder 17 | Nederland onder 17 |
| ------------------ | ------------------ | ------------------ | ------------------ | ------------------ | ------------------ | ------------------ |
| EK onder 17        | 1x                 | 2011               | -                  | -                  | -                  |                    |